# Гарсдорф
Гарсдорф (нім. Harsdorf) — громада в Німеччині, розташована в землі Баварія. Підпорядковується адміністративному округу Верхня Франконія. Входить до складу району Кульмбах. Складова частина об'єднання громад Требгаст.
Площа — 10,18 км2. Населення становить 957 ос. (станом на 31 грудня 2020).